# Bitwa pod Miluzą (1914)
Artykuł ten został zgłoszony do umieszczenia na stronie głównej w rubryce „Czy wiesz”.
Pomóż nam go sprawdzić: oceń zgłoszoną nominację.
Bitwa pod Miluzą – starcie zbrojne stoczone na początku I wojny światowej (7–10 i 14–26 sierpnia 1914 roku) pomiędzy siłami francuskimi pod dowództwem gen. Josepha Joffre’a a niemieckimi gen. Josiasa von Heeringena. Bitwa była francuską próbą odzyskania Alzacji, którą Francja oddała Prusom po wojnie francusko-pruskiej w latach 1870–1871.
Francuzi zajęli Miluzę 8 sierpnia, lecz następnie zostali wyparci przez niemieckie kontrataki 10 sierpnia. Wojska francuskie wycofały się do Belfort, gdzie generał Louis Bonneau, dowódca VII Korpusu, został zwolniony wraz z dowódcą 8 Dywizji Kawalerii. Wydarzenia na północy doprowadziły do wycofania niemieckiego XIV i XV Korpusu z Belfort, a 14 sierpnia rozpoczęła się druga ofensywa francuskiego VII Korpusu, wzmocnionego i przemianowanego na Armię Alzacji pod dowództwem generała Paula Pau.
Podczas bitwy o Lotaryngię, głównej ofensywy francuskiej 1. i 2 Armii, Armia Alzacji ostrożnie posuwała się w kierunku przygranicznej prowincji Lotaryngia. Francuzi dotarli na zachód od Miluzy do 16 sierpnia i przedarli się do miasta do 19 sierpnia. Niemcy byli ścigani na wschód przez Ren, a Francuzi wzięli 3000 jeńców. Joffre nakazał kontynuację ofensywy, ale 23 sierpnia przygotowania do niej zostały przerwane z powodu nadchodzących wieści o francuskich porażkach w Ardenach.
26 sierpnia Francuzi wycofali się z Miluzy na bardziej defensywną linię w pobliżu Altkirch, aby zapewnić posiłki francuskim armiom bliżej Paryża. Armia Alzacji została rozwiązana, VII Korpus został przeniesiony w rejon Sommy w Pikardii, a 8 Dywizja Kawalerii została przyłączona do 1 Armii, do której później wysłano dwie kolejne dywizje. Niemiecka 7 Armia dołączyła do kontrofensywy w Lotaryngii wraz z 6 Armią i na początku września została przeniesiona nad rzekę Aisne.

## Tło

### Belgia
Belgijskie plany wojenne opierały się na założeniu, że inne mocarstwa pomogą wyprzeć najeźdźcę z terytorium Beglii, ale prawdopodobieństwo niemieckiej inwazji nie sprawiło, że Francja i Wielka Brytania były postrzegane jako sojusznicy, ani że rząd belgijski zamierzał zrobić coś więcej niż tylko bronić swojej niepodległości. Ententa angielsko-francuska z 1904 roku sprawiła, że Belgowie dostrzegli zmianę stosunku Anglików do Belgii i postrzeganie jej jako nieformalnego brytyjskiego protektoratu. Belgijski Sztab Generalny został utworzony w 1910 roku, ale jego szef gen. mjr Harry Jungbluth przeszedł w stan spoczynku 30 czerwca 1912 roku i został zastąpiony dopiero w maju 1914 roku przez gen. por. Chevaliera de Selliers de Moranville’a, który rozpoczął planowanie koncentracji armii i spotkał się z przedstawicielami belgijskiej kolei 29 lipca.
Wojska belgijskie miały być skoncentrowane w centralnej Belgii, przed Redutą Narodową, gotowe do wymarszu na każdą z belgijskich granic, podczas gdy Twierdza Liège i Twierdza Namur miały zabezpieczyć same granice. Po mobilizacji król Belgów miał stać się Naczelnym Dowódcą i decydować o miejscu koncentracji armii. W obliczu zakłóceń w nowym programie zbrojeń, zdezorganizowani i słabo wyszkoleni żołnierze belgijscy mieli korzystać z Reduty Narodowej, aby opóźnić marsz agresora, ale potrzebowali również fortyfikacji do obrony na granicy. Z kolei jedna ze szkół w tamtym czasie postulowała powrót do rozmieszczenia wojsk na pograniczu, zgodnie z francuskimi teoriami wojennymi. Belgijskie plany stały się kompromisem między tymi dwoma koncepcjami, w którym armia polowa skoncentrowała się za rzeką Gete, z dwiema dywizjami wysuniętymi w kierunku Liège i Namur.

### Plan Schlieffena-Moltkego

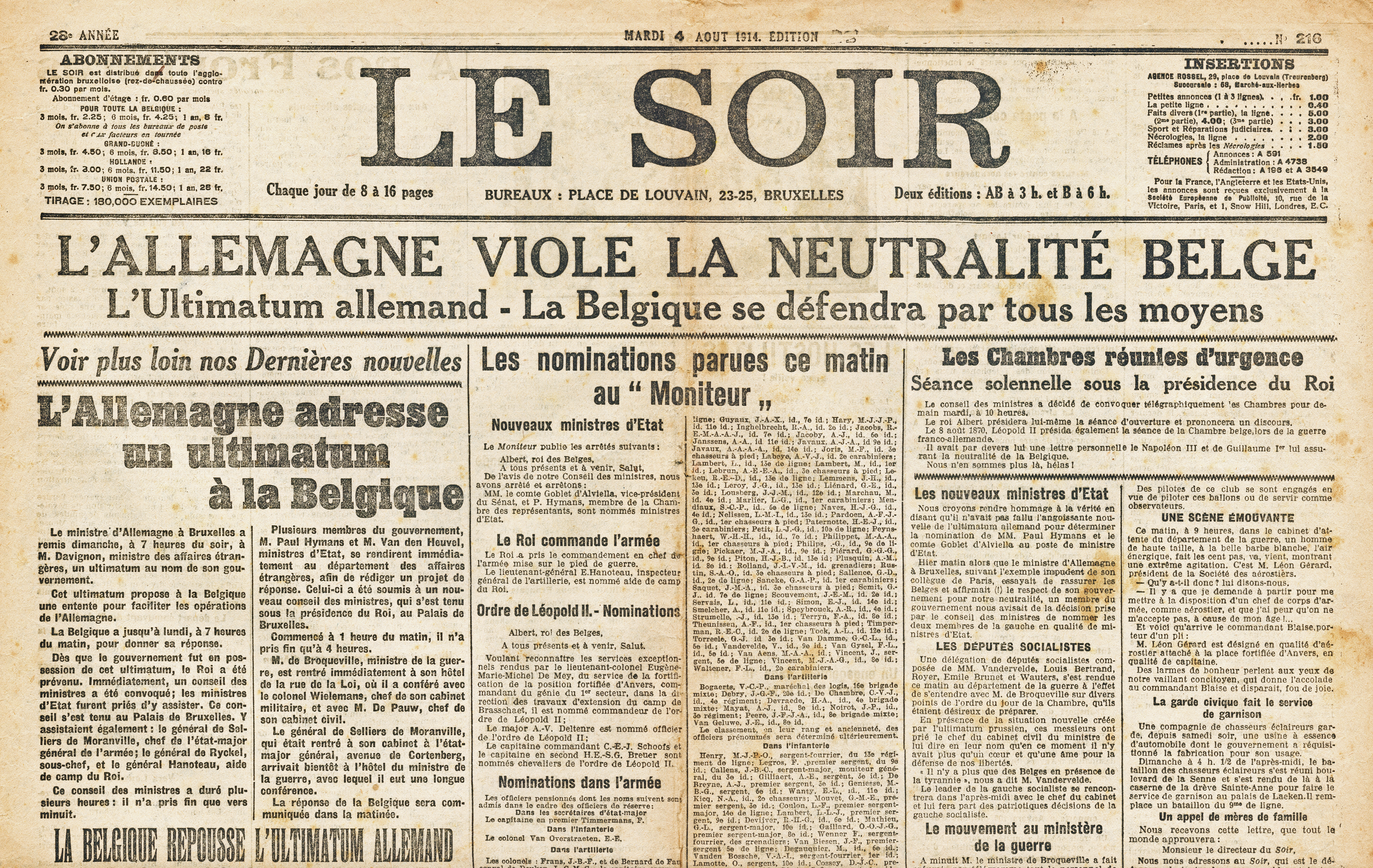
Belgijska gazeta Le Soir z 4 sierpnia 1914

Niemiecka strategia od 1891 roku priorytetowo traktowała działania ofensywne przeciwko Francji i postawę obronną wobec Rosji. Niemieckie planowanie było determinowane przez przewagę liczebną, szybkość mobilizacji i koncentracji oraz wpływ ogromnego wzrostu potencjału nowoczesnej broni. Oczekiwano, że ataki frontalne będą kosztowne i długotrwałe, co prowadziłoby do ograniczonego sukcesu, szczególnie po tym, jak Francuzi i Rosjanie zmodernizowali swoje fortyfikacje graniczne. Gen. Alfred von Schlieffen, szef Cesarskiego Sztabu Generalnego w latach 1891–1906, opracował plan ominięcia francuskich fortyfikacji poprzez ofensywę na północnej flance, która miała zapewnić lokalną przewagę liczebną i szybkie, decydujące zwycięstwo. W latach 1898–1899 taki manewr miał na celu szybkie przejście przez Belgię, między Antwerpią a Namur, aby zagrozić Paryżowi od północy.
Helmuth von Moltke Młodszy zastąpił von Schlieffena w 1906 roku i nie był pewien, czy Francuzi podporządkują się niemieckim założeniom. Moltke dostosował plan rozmieszczenia i koncentracji, aby uwzględnić atak w centrum lub atak okrążający z obu flanek jako warianty, dodając dywizje do lewego skrzydła naprzeciwko granicy francuskiej, z ok. 1 700 000 ludzi, którzy mieli zostać zmobilizowani w ramach Westheer (armii zachodniej). Główne siły niemieckie nadal miałyby posuwać się przez Belgię, aby zaatakować na południe, w kierunku Francji, wskutek czego armie francuskie zostałyby okrążone z lewej strony i odepchnięte za rzeki Moza, Aisne, Somma, Oise, Marna i Sekwana, nie mogąc wycofać się do centralnej Francji. W ten sposób Francuzi albo zostaliby unicestwieni przez manewr z północy, albo stworzyliby warunki do niemieckiego zwycięstwa w centrum lub w Lotaryngii na wspólnej granicy.

### Plan XVII

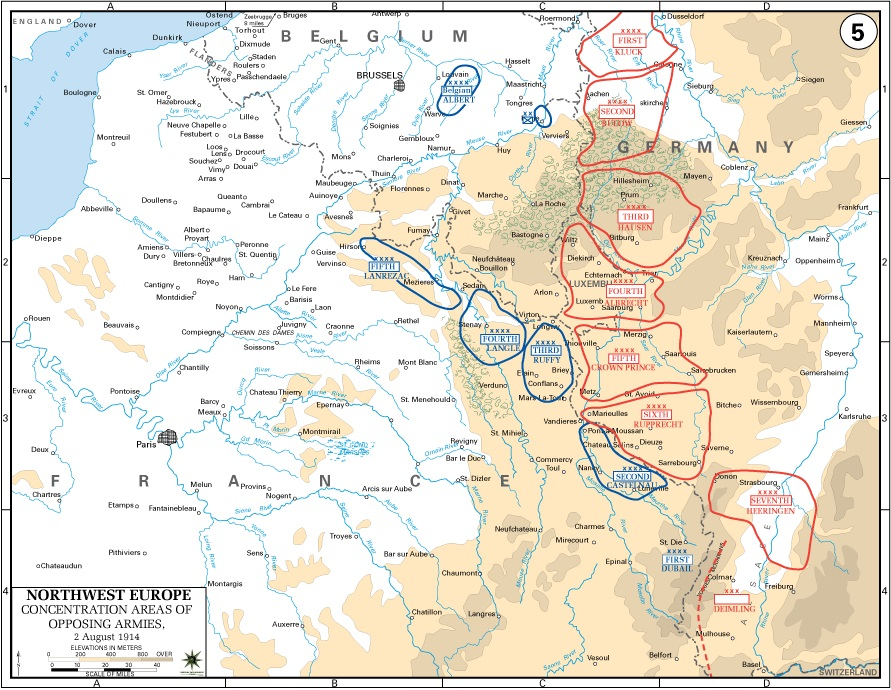
Rozmieszczenie sił na froncie zachodnim, 2 sierpnia 1914

Zgodnie z Planem XVII, armia francuska w czasie pokoju miała utworzyć pięć armii polowych liczących łącznie ok. 2 000 000 żołnierzy, z „Grupami Dywizji Rezerwowych” przydzielonymi do każdej armii oraz Grupą Dywizji Rezerwowych na każdej ze skrajnych flanek. Armie miały się skoncentrować naprzeciwko granicy niemieckiej wokół Épinal, Nancy i linii Verdun – Mezières, z armią w rezerwie wokół Ste Ménéhould i Commercy. Od 1871 roku budowa kolei zapewniła francuskiemu Sztabowi Generalnemu szesnaście linii prowadzących do granicy niemieckiej, w porównaniu z trzynastoma liniami, którymi dysponowała armia niemiecka; dzięki temu Francuzi mogli sobie pozwolić na czekanie, aż niemieckie zamiary będą jasne. Francuzi mieli być gotowi do odparcia niemieckiej ofensywy w Lotaryngii lub przez Belgię. Przewidywano, że Niemcy użyją oddziałów rezerwowych, ale spodziewano się również mobilizacji dużej armii niemieckiej na granicy z Rosją, co pozostawi armii niemieckiej na Zachodzie liczbę żołnierzy wystarczającą jedynie do przemarszu przez Belgię na południe od Mozy i Sambry. Ponadto francuski wywiad uzyskał wyniki gry wojennej niemieckiego Sztabu Generalnego z 1905 roku, w której wojska niemieckie nie dotarły dalej na północ niż do Namur i doszedł do błędnych wniosków, że plany oblężenia belgijskich fortów były jedynie środkiem obronnym przed armią belgijską.
Przewidywano niemiecki atak z południowo-wschodniej Belgii w kierunku Mézières oraz możliwą ofensywę z Lotaryngii w kierunku Verdun, Nancy i Saint-Dié; plan stanowił ewolucję Planu XVI i przewidywał większą możliwość niemieckiej ofensywy przez Belgię. Armie: 1., 2. i 3. miały skoncentrować się między Épinal i Verdun naprzeciw Alzacji i Lotaryngii, 5 Armia miała się zgromadzić w Montmédy, w kierunku Sedan i Mézières, a 4 Armia miała być zatrzymana na zachód od Verdun, gotowa do przesunięcia się na wschód, aby zaatakować południową flankę niemieckiej inwazji przez Belgię lub na południe przeciwko północnej flance ataku przez Lotaryngię. Nie przewidziano formalnie wspólnych działań z Brytyjskim Korpusem Ekspedycyjnym, ale podjęto wspólne ustalenia. W 1911 roku, podczas drugiego kryzysu marokańskiego, Francuzom powiedziano, że mogą spodziewać się sześciu dywizji brytyjskich operujących wokół Maubeuge.

### Wypowiedzenie wojny
O północy z 31 lipca na 1 sierpnia rząd niemiecki wysłał Rosji ultimatum i ogłosił stan Kriegsgefahr. W ciągu dnia rząd osmański zarządził mobilizację, a londyńska giełda została zamknięta. 1 sierpnia rząd brytyjski zarządził mobilizację marynarki wojennej, rząd niemiecki zarządził powszechną mobilizację i wypowiedział wojnę Rosji. Rozpoczęły się działania wojenne na granicy z Polską, rząd francuski zarządził powszechną mobilizację, a następnego dnia rząd niemiecki wysłał ultimatum do Belgii, żądając przejścia przez terytorium belgijskie, gdy wojska niemieckie przekraczały już granicę z Luksemburgiem. Na granicy z Francją rozpoczęły się działania wojenne, Lipawa została ostrzelana przez niemiecki lekki krążownik SMS „Augsburg”, a rząd brytyjski zagwarantował ochronę morską francuskich wybrzeży. 3 sierpnia rząd belgijski odrzucił niemieckie żądania, a Wielka Brytania zagwarantowała wsparcie militarne Belgii w przypadku niemieckiej inwazji. Niemcy wypowiedziały wojnę Francji, rząd brytyjski zarządził powszechną mobilizację, a Włochy ogłosiły neutralność. 4 sierpnia rząd brytyjski wysłał Niemcom ultimatum i wypowiedział im wojnę o północy z 4 na 5 sierpnia. Belgia zerwała stosunki dyplomatyczne z Niemcami, a Niemcy wypowiedziały wojnę Belgii. Wojska niemieckie przekroczyły granicę belgijską i zaatakowały Liège.

## Preludium

### Przygotowania niemieckie

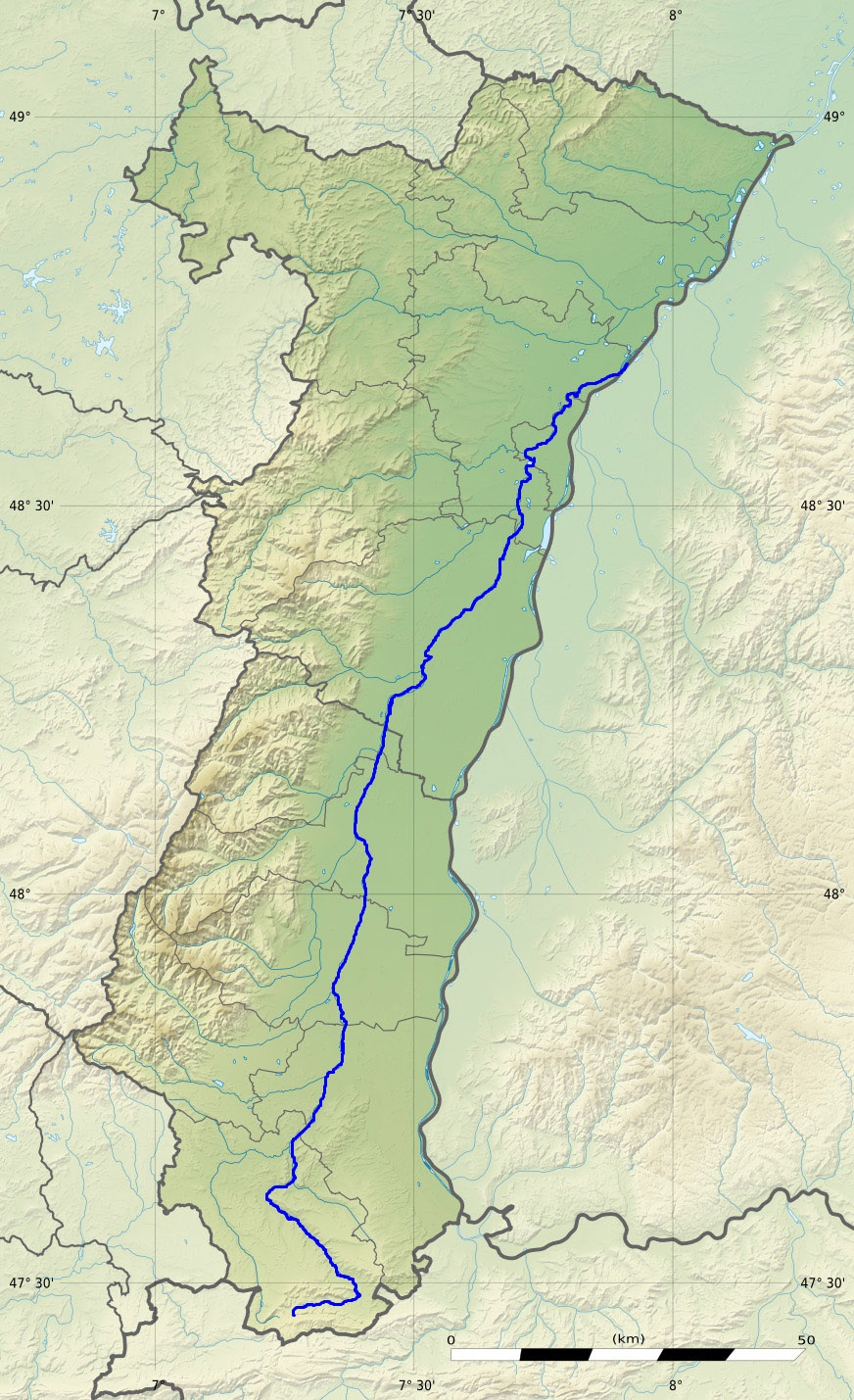
Przebieg rzeki Ill przez Alzację

W 1908 roku Helmuth von Moltke zaczął modyfikować plany działań na lewym skrzydle armii niemieckich przeciwko Francji i wybrał XIV Korpus do ochrony Górnej Alzacji oraz kilka brygad Landwehry do zabezpieczenia Górnego Renu. Późniejsze plany rozszerzyły siły w tym regionie i do 1909 roku 7 Armia miała trzy regularne korpusy i korpus rezerwowy, z dwoma korpusami od Wissembourga do Saverne i Strasburga, jednym korpusem na zachodnim (lewym brzegu) Renu od Colmaru do Miluzy oraz korpusem rezerwowym na wschodnim (prawym) brzegu Renu. 6 Armia miała się zgromadzić między Metzem a Sarrebourgiem w Lotaryngii, skupiając osiem korpusów na lewym skrzydle armii niemieckich na zachodzie (Westheer), co wraz z garnizonami fortec i oddziałami Landwehry zmieniło stosunek sił między lewym a prawym skrzydłem Westheer z 7:1 na 3:1. Moltke zwiększył liczebność sił na lewym skrzydle, dochodząc do wniosku, że ewentualna ofensywa Francuzów na Alzację i Lotaryngię, szczególnie z regionu Belfort, stała się pewna. 7 Armia miała odeprzeć ofensywę w Alzacji i współpracować z 6 Armią w celu odparcia ofensywy w Lotaryngii. Po 1910 roku 7 Armia miała zaatakować wraz z 6 Armią w kierunku Mozeli poniżej Frouard i Meurthe; przewidziano również przerzut wojsk na prawe skrzydło armii niemieckich poprzez rezerwację pociągów i wagonów w tym regionie.
Plan rozmieszczenia Westheer przewidywał przydzielenie 7 Armii (gen. Josias von Heeringen) XIV i XV Korpusu, XIV Korpusu Rezerwowego oraz 60 Brygady Landwehry, z zadaniem rozmieszczenia ich na odcinku ze Strasburga do Miluzy i Fryburga Bryzgowijskiego oraz dowództwa nad twierdzami w Strasburgu i Neuf-Brisach. Do armii, pod tymczasowym dowództwem dowódcy XIV Korpusu, dołączono również 1. i 2 Brygadę Bawarską, 55 Brygadę Landwehry, 110 Pułk Landwehry oraz baterię ciężkich haubic polowych. W 1914 roku granicy szwajcarskiej strzegł XIV Korpus z 58 Brygadą oraz XV Korpus od Donon do Rheinkopf, dysponując kilkoma pułkami piechoty, batalionami jegrów, artylerią i kawalerią. Mobilizacja i rozmieszczenie wojsk zakończyły się między 8 a 13 sierpnia, ale wojska niemieckie skoncentrowały się dalej na północ niż przewidywano, aby przygotować się na koncentryczne kontrataki z północy i wschodu, które miały stawić czoła francuskiej ofensywie z rejonu Belfort.

### Przygotowania francuskie
1 Armia zmobilizowała się wraz z VII, VIII, XIII, XXI, XIV Korpusem i 6 Dywizją Kawalerii. VII Korpus, z 14. i 41 Dywizją, brygadą 57 Dywizji Rezerwowej z Belfort i 8 Dywizją Kawalerii, został oddzielony od 1 Armii 7 sierpnia w celu przeprowadzenia samodzielnych operacji w południowej Alzacji. Atak na Alzację miał rozpocząć odzyskiwanie utraconych prowincji i pokazać rosyjskim sojusznikom, że armia francuska walczy ze wspólnym wrogiem. Gen. Bonneau zgłosił dużą koncentrację wojsk niemieckich w tym rejonie i zalecił opóźnienie, ale Joffre odrzucił jego rozkaz i nakazał rozpoczęcie ataku. 8 sierpnia Joffre wydał rozkaz generalny nr 1, w którym operacja VII Korpusu miała na celu unieruchomienie sił niemieckich naprzeciw i odciągnięcie rezerw od głównej ofensywy dalej na północ.

## Bitwa

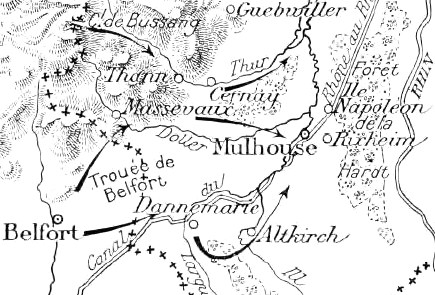
Zdobycie Miluzy przez Francuzów, 8 sierpnia 1914

Po wypowiedzeniu wojny doszło do kilku potyczek granicznych, a niemieckie patrole rozpoznawcze odkryły, że Francuzi posiadają łańcuch posterunków granicznych, wspieranych przez większe, ufortyfikowane pozycje dalej w głąb ich terytorium. Po 5 sierpnia wysłano więcej patroli, gdy wojska francuskie wyruszyły z Gérardmer do Col de la Schlucht, gdzie Niemcy wycofali się i wysadzili tunel. Joffre nakazał 1. i 2 Armii zaatakować jak najwięcej niemieckich dywizji, aby wesprzeć siły francuskie operujące dalej na północ. Francuski VII Korpus (gen. Louis Bonneau) z 14 Dywizją (gen. Louis Curé), 41 Dywizją (gen. Paul Superbie) i 8 Dywizją Kawalerii (gen. Louis Aubier) na flance. Francuzi posuwali się z Belfort do Miluzy i Colmaru, 35 km na północny wschód, ale ich marsz był utrudniony przez źle działającą logistykę. Francuzi zdobyli przygraniczne miasto Altkirch, 15 km na południe od Miluzy, w szarży na bagnety, tracąc 100 zabitych.
8 sierpnia gen. Bonneau ostrożnie kontynuował natarcie i zajął Miluzę, wkrótce po wycofaniu się niemieckiej 58 Brygady Piechoty. Dowódca 1 Armii, gen. Auguste Dubail, wolał okopać się i poczekać na zakończenie mobilizacji, ale Joffre nakazał kontynuację natarcia. Wczesnym rankiem 9 sierpnia elementy XIV i XV Korpusu niemieckiej 7 Armii przybyły ze Strasburga i przeprowadziły kontratak pod Cernay. Niemiecka piechota wyłoniła się z lasu Hardt i wkroczyła dp wschodniej części miasta. Łączność po obu stronach zawiodła i walczące armie prowadziły odizolowane działania, Niemcy przeprowadzając kosztowne ataki frontalne. Gdy zapadła noc, niedoświadczone oddziały niemieckie na przedmieściach Rixheim, na wschód od Miluzy, prowadziły ostrzał, marnując ogromne ilości amunicji i czasami nawet strzelając do siebie nawzajem. Jeden pułk stracił 42 zabitych, 163 rannych i 223 zaginionych. Miluza została odbita 10 sierpnia, a Bonneau wycofał się w kierunku Belfort. Dalej na północ, francuski XXI Korpus przeprowadził kosztowne ataki na przełęcze górskie i został zmuszony do odwrotu z Badonviller i Lagarde, gdzie 6 Armia wzięła 2500 francuskich jeńców i zdobyła osiem dział; miejscowych cywilów oskarżono o „bandycki” atak na wojska niemieckie i poddano represjom.

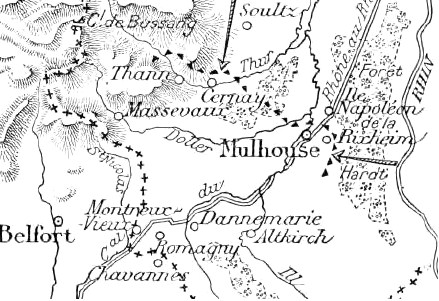
Niemiecki kontratak, 9 sierpnia 1914

Joffre powierzył gen. Pau dowództwo nad nowo utworzoną Armią Alzacji i zwolnił gen. Bonneau. Nową armię wzmocniono 44 Dywizją, 55 Dywizją Rezerwową, 8 Dywizją Kawalerii i 1 Grupą Dywizji Rezerwowych (58., 63. i 66 Dywizja Rezerwowa), aby ponownie zaatakować Alzację 14 sierpnia w ramach większej ofensywy 1 Armii i 2 Armii na Lotaryngię. Książę Rupprecht Bawarski planował przesunięcie dwóch korpusów 7 Armii w kierunku Sarrebourga i Strasburga, jednak gen. Heeringen sprzeciwił się, ponieważ Francuzi nie zostali ostatecznie pokonani, ale większość 7 Armii została przesunięta na północ. Armia Alzacji rozpoczęła nową ofensywę przeciwko czterem brygadom Landwehry.
Landwehra prowadziła działania opóźniające, gdy Francuzi nacierali z Belfort z dwiema dywizjami po prawej stronie, przechodząc przez Dannemarie na początku doliny rzeki Ill. Na lewym skrzydle dwie dywizje nacierały z batalionami strzelców, które wkroczyły do doliny Fecht 12 sierpnia. Wieczorem 14 sierpnia zostało zdobyte miasto Thann. Najbardziej zaawansowane oddziały minęły przedmieścia Cernay i Dannemarie na zachodnich obrzeżach miasta do 16 sierpnia. 18 sierpnia VII Korpus zaatakował Miluzę i zdobył Altkirch na południowo-wschodniej flance, podczas gdy północna flanka posuwała się w kierunku Colmaru i Neuf-Brisach.

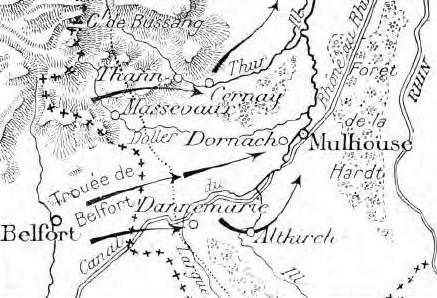
Drugie francuskie zdobycie Miluzy, 18 sierpnia 1914

Niemcy zostali wyparci z wyżyn na zachód od Miluzy, po obu brzegach rzeki Doller, gdzie na przedmieścia Miluzy toczyła się walka o każdy dom. Ulice i budynki w Dornach były zdobywane jeden  po drugim i wieczorem 19 sierpnia Francuzi ponownie opanowali miasto. Dowódca francuskiej 88 Dywizji, gen. Louis Victor Plessier, został śmiertelnie ranny w walce pod Zillisheim. Po rozbiciu ich sił Niemcy pospiesznie wycofali się przez las Hardt, aby uniknąć odcięcia, i przekroczyli Ren ścigani przez Francuzów, wycofując się do Ensisheim, 20 km na północ. Francuzi wzięli 3000 jeńców, zdobyli 24 działa i znaczną ilość sprzętu.
Po zdobyciu mostów i dolin Renu prowadzących na równinę, Francuzi przejęli kontrolę nad Górną Alzacją. Wojska francuskie umocniły zdobyte tereny i przygotowywały się do kontynuowania ofensywy, ale niemiecka 7 Armia miała swobodę w zagrożeniu prawej flanki 1 Armii, która przemieściła wojska na prawą flankę. 23 sierpnia przygotowania do ofensywy zostały zawieszone, gdy nadeszły wieści o francuskich porażkach w Lotaryngii i Belgii, a następnego dnia VII Korpus otrzymał rozkaz przemarszu nad Sommę. 26 sierpnia Francuzi wycofali się z Miluzy na bardziej defensywną linię w pobliżu Altkirch, aby zapewnić posiłki dla armii francuskich bliżej Paryża, a 55 Brygada Landwehry ponownie zajęła miasto. Armia Alzacji została rozwiązana, 8 Dywizja Kawalerii została przyłączona do 1 Armii, a dwie kolejne dywizje dołączone do niej później.

## Następstwa

### Analiza
Żołnierze biorący udział w pierwszej francuskiej inwazji w I wojnie światowej zetknęli się z rozmiarem niemieckiej siły ognia i konsekwencjami niedoskonałości armii francuskiej, która miała nadmiar starszych dowódców, niedobór oficerów pułkowych oraz niedobory map i danych wywiadowczych. Pomimo instrukcji taktycznych podkreślających znaczenie operacji połączonych rodzajów broni i znaczenie siły ognia, kawaleria i piechota były słabo wyszkolone i atakowały szybko, z niewielką finezją taktyczną. Niemieckie XIV i XV korpusy zostały odciągnięte od swoich obszarów koncentracji, przez co do 13 sierpnia były wyczerpane i zdezorganizowane przez bitwę. Mieszkańcy Alzacji, którzy nierozsądnie świętowali pojawienie się armii francuskiej, po jej odejściu zostali pozostawieni samym sobie w obliczu niemieckich represji.
Armia Alzacji została rozwiązana 26 sierpnia, a wiele jej jednostek rozdzielono między pozostałe armie francuskie. W publikacji z 2009 roku historyk Holger Herwig napisał, że francuskie ataki na Miluzę przeprowadzono w niewłaściwym miejscu (na południu) i z niewłaściwego powodu (prestiżu). Joffre chciał jedynie, aby siły niemieckie zostały unieruchomione na południu, a Niemcy chcieli tego samego, ale mgła wojny opisana przez Carla von Clausewitza opadła. W swoim zredagowanym i skróconym tłumaczeniu książki Karla Deuringera Die Schlacht in Lothringen und in den Vogesen 1914 Terence Zuber napisał, że oficjalna historiografia francuska koncentrowała się na formacjach nie mniejszych niż korpusy, zapisy wojskowe dotyczące tej operacji są skąpe, historie pułków mają ograniczoną wartość źródłową i do tej pory nikt nie napisał monografii tej operacji.

## Ofiary
Informacje o ofiarach podczas walk wokół Miluzy są niekompletne, ale pewne jest, że podczas pierwszego francuskiego natarcia 100 żołnierzy zginęło zdobywając Altkirch. W 2009 roku Holger Herwig napisał, że 10 sierpnia niemiecki 112 Pułk Piechoty stracił 42 zabitych, 163 rannych i 223 zaginionych żołnierzy podczas kontrataku na Miluzę. Walki 19 sierpnia przyniosły poważne straty niemieckie – siłę jednej kompanii zredukowano do 16 żołnierzy z 250. Wiadomo również, że w rejonie Miluzy wzięto do niewoli 2500 Francuzów i 3000 Niemców. 